# Lauren Doyle
Pour les articles homonymes, voir Doyle.
Lauren Doyle est une joueuse américaine de rugby à sept née le 23 février 1991 à Springfield, dans l'Illinois.

## Biographie
Elle a remporté avec l'équipe des États-Unis la médaille de bronze du tournoi féminin des Jeux olympiques d'été de 2024, organisés à Paris.